# Elena Zareschi
Elena Zareschi, pseudonimo di Elina Lazzareschi (Buenos Aires, 23 giugno 1916 – Lucca, 31 luglio 1999), è stata un'attrice italiana.

## Biografia

Elena Zareschi in una scena tratta da Il re con, da sinistra a destra, Massimo Girotti, Cecilia Polizzy e Ciro D'Angelo

Nata in Argentina da una famiglia di commercianti toscani di origine lucchese, arriva in Italia alla metà degli anni trenta, si presenta alle selezioni per frequentare il Centro sperimentale di cinematografia, viene ammessa e si diploma nel 1937, debuttando subito dopo diretta da Umberto Barbaro, nel film L'ultima nemica. Nella piccola parte del film ha modo di dimostrare le sue grandi doti di attrice drammatica, anche se la pellicola fu un completo insuccesso.
Ottengono invece un gran successo i suoi lavori teatrali, prima con Anton Giulio Bragaglia, nel dramma di Lorca Nozze di sangue, successivamente sarà protagonista di numerose rappresentazioni drammatiche in vari teatri italiani, e particolarmente nelle tragedie greche presso teatri all'aperto da Siracusa a Taormina, da Ostia a Verona.
Diretta da Luigi Squarzina interpreta Gertrude nell'Amleto di Shakespeare (1952) ed Elettra nell'Oreste di Alfieri (1957), entrambi con Vittorio Gassman. Lavora anche con Visconti (è Cassandra in Troilo e Cressida, del 1949), e con Strehler (nel 1947 interpreta Arlecchino servitore di due padroni e nel '49 Sofonisba). Fu molto attiva nella prosa radiofonica e in quella televisiva della Rai: si ricordano in particolare le sue interpretazioni di Maša in Tre sorelle e di Lady Macbeth accanto a Enrico Maria Salerno.

## Prosa teatrale
- L'albergo dei poveri, di Maksim Gor'kij, regia di Giorgio Strehler, prima al Piccolo Teatro di Milano il 14 maggio 1947
- Troilo e Cressida, di William Shakespeare, regia di Luchino Visconti, prima a Firenze al Giardino di Boboli il 21 giugno 1949
- Amleto, di William Shakespeare, regia di Vittorio Gassman e Luigi Squarzina, prima al Teatro Valle di Roma il 28 novembre 1952
- Tieste, di Seneca, regia di Vittorio Gassman e Luigi Squarzina, prima al Teatro Valle di Roma il 6 febbraio 1953
- Ornifle, di Jean Anouilh, regia di Vittorio Gassman, prima a Milano al Teatro Manzoni il 5 marzo 1957
- Lo zoo di vetro, di Tennessee Williams, regia di Silverio Blasi, prima al Teatro Duse di Bologna il 16 dicembre 1980
- La fiaccola sotto il moggio di Gabriele D'Annunzio, regia di Piero Maccarinelli, Roma, Teatro Quirino, 5 novembre 1986
- Le troiane, di Euripide, regia di Sandro Giupponi, Borgio Verezzi, 17 luglio 1987.

## Filmografia
- L'ultima nemica, regia di Umberto Barbaro (1938)
- Jeanne Doré, regia di Mario Bonnard (1938)
- Ultima giovinezza, regia di Jeff Musso (1939)
- Sei bambine e il Perseo, regia di Giovacchino Forzano (1939)
- M.A.S., regia di Romolo Marcellini (1942)
- Don Giovanni, regia di Dino Falconi (1942)
- Il mercante di schiave, regia di Duilio Coletti (1942)
- Gelosia, regia di Ferdinando Maria Poggioli (1942)
- Rita da Cascia, regia di Antonio Leonviola (1943)
- Peccatori, regia di Flavio Calzavara (1945)
- I contrabbandieri del mare, regia di Roberto Bianchi Montero (1948)
- Il grido della terra, regia di Duilio Coletti (1949)
- Ombre sul Canal Grande, regia di Glauco Pellegrini (1951)
- Ulisse, regia di Mario Camerini (1954)
- Il conte Aquila, regia di Guido Salvini (1955)
- I misteri di Parigi, regia di Fernando Cerchio (1957)
- Erode il Grande, regia di Arnaldo Genoino e Viktor Turžanskij (1959)
- Le sorprese dell'amore, regia di Luigi Comencini (1959)
- I cosacchi, regia di Giorgio Rivalta e Viktor Turžanskij (1960)
- Teseo contro il minotauro, regia di Silvio Amadio (1960)
- Saffo, venere di Lesbo, regia di Pietro Francisci (1960)
- Col ferro e col fuoco, regia di Fernando Cerchio (1962)
- La lunga ombra del lupo, regia di Gianni Manera (1971)
- Philo Vance, regia di Marco Leto - miniserie TV (1974)
- Quaderno proibito, regia di Marco Leto - miniserie TV (1980)

### Doppiatrici
Nonostante fosse ella stessa una doppiatrice, in alcune pellicole Elena Zareschi fu doppiata da: 
- Lydia Simoneschi in: Gelosia, Teseo contro il minotauro, Col ferro e col fuoco, La lunga ombra del lupo
- Giovanna Scotto in: Rita da Cascia
- Rosetta Calavetta in: Erode il Grande

## Doppiaggio
Come dichiarato nel paragrafo precedente, Elena Zareschi svolse anche l'attività di doppiatrice. Fra le attrici doppiate troviamo:
- Joan Crawford in I prigionieri della Guyana
- Jeanne Moreau in I dialoghi delle Carmelitane
- Milly Vitale in Acque amare
- Alida Valli in Il disordine

## Prosa radiofonica Rai
- Esuli, commedia di James Joyce, regia di Enzo Ferrieri, trasmessa il 21 gennaio 1947
- La signora dalle camelie, di Alessandro Dumas, regia di Guglielmo Morandi, trasmessa il 22 dicembre 1952
- Minnie la candida, commedia di Massimo Bontempelli, regia di Alberto Casella, trasmessa il 13 marzo 1956.
- Il cardinale di Spagna, di Henry de Montherlant, regia di Flaminio Bollini, trasmessa il 11 gennaio 1962

## Prosa televisiva Rai

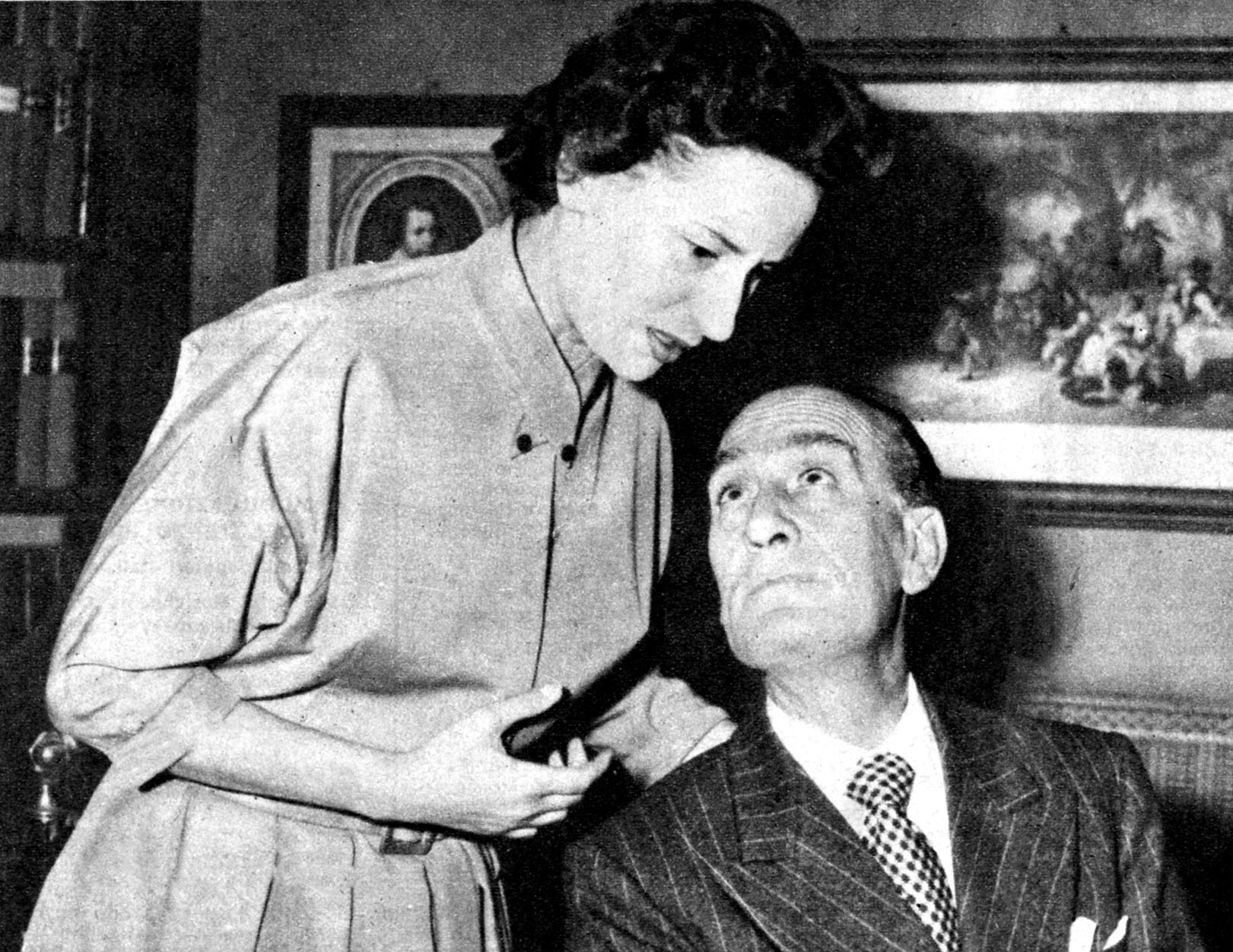
Elena Zareschi con Luigi Cimara ne Il piacere dell'onestà RAI tv 1955

- Il piacere dell'onestà, di Luigi Pirandello, regia di Franco Enriquez, trasmessa il 20 novembre 1955
- Maria Stuarda, di Friedrich Schiller, regia di Claudio Fino, trasmessa il 7 novembre 1958.
- Le tre sorelle, di Anton Čechov, regia di Claudio Fino, trasmessa il 6 marzo 1959
- Ruy Blas, di Victor Hugo, regia di Sandro Bolchi, trasmessa il 4 dicembre 1959
- Mariana Pineda, regia di Alessandro Brissoni, trasmessa il 13 maggio 1960
- Macbeth, di William Shakespeare, regia di Alessandro Brissoni, trasmessa il 4 novembre 1960
- I persiani, di Eschilo, regia di Dimitri Rondiris, trasmessa il 14 giugno 1967
- Morte di un vicino, dramma di Elaine Morgan, regia di Enrico Colosimo, trasmessa il 13 agosto 1967
- Rebecca, regia di Eros Macchi, trasmesso il 26 agosto 1969.
- Il Leone di San Marco, regia di Alda Grimaldi - miniserie TV (1969)
- Un uomo senza volto, regia di Leonardo Cortese, trasmessa il 3 settembre 1971
- La figlia di Iorio, regia di Silverio Blasi, trasmessa il 21 giugno del 1974 nel secondo programma Rai
- Philo Vance - La fine dei Greene, di S. S. Van Dine, regia di Marco Leto, trasmessa nel 1974
- Il marito 1985